# 군포소방서
군포소방서(軍浦消防署, Gunpo Fire Station)는 경기도 군포시를 관할하는 경기도 소방재난본부 산하의 소방서이다.
소방서장은 소방정으로 보한다.

## 연혁
- 1948 03.01 의용소방대설치 [안양경찰서 소속]
- 1979 07.16 시흥군 군포, 의왕읍 안양소방서로 관할 편입 [대통령령 제9539호]
- 1982 12.11 의왕파출소 직제공포 [경기도소방서조직규칙 제1465호]
- 1986 12.15 군포파출소 직제공포[경기도 소방서 조직 규칙 제1756호]
- 1990 02.13 군포소방서 직제공포 [대통령령 제12923호]
- 1990 03.24 군포소방서 개서
- 1991 05.01 부곡파출소 직제공포 [경기도 소방서 조직 규칙 제2178호]
- 1993 05.10 금정파출소 직제공포 [경기도 소방서 조직 규칙 제2403호]
- 1994 07.02 산본파출소 직제공포 [경기도 소방서 조직 규칙 제2059호]
- 1995 06.23 군포소방서 현 청사로 이전 [군포시 산본동 1156]
- 1995 11.15 군포파출소를 오금으로 명칭변경
- 1998 12.29 의왕시 청계, 내손지역 관할 이관 [경기도 행정기구 설치 조례 제2866호]
- 1999 11.26 의왕파출소 준공
- 2000 01.17 119구조대 직제공포 [경기도 소방서 조직규칙 제2872호]
- 2006 11.13 의왕소방서 직제 공포 의왕파출소를 오전으로 명칭 변경 소방파출소를 119안전센터로 명칭 변경 [경기도 행정기구 및 정원조례]
- 2007 06.08 의왕소방서 개서로 오전, 부곡119안전센터 분리
- 2011 11.08 금정119안전센터를 오금119안전센터로 흡수
- 2018 04.09 119구급대 직제공포 [경기도 행정기구 및 정원조례 개정(18.03.30)]
- 2019 07.01 소방안전특별점검단 신설(경기도 행정기구 및 정원조례 시행규칙 일부 개정 제3856호)
- 2022 01.26 송정119안전센터 개소(경기도 행정기구 및 정원조례 시행규칙 일부개정 제4003호)

## 조직
| - 소방행정과 - 소방행정팀 - 회계장비팀 | - 재난예방과 - 예방대책팀 - 생활안전팀 - 소방민원팀 | - 소방안전특별점검단 - 화재안전조사팀 - 소방사법팀 | - 현장대응단 - 대응전략팀 - 구조구급팀 - 지휘조사1,2,3팀 |

## 관할센터 및 관할구역
군포소방서는 1개의 구조대, 3개의 119안전센터와 1개의 구급대를 산하에 두고 있다.
| 명칭            | 주소            | 관할구역                                                          |
| --------------- | --------------- | ----------------------------------------------------------------- |
| 119구조대       | 고산로 429      | 군포시 전지역                                                     |
| 오금119안전센터 | 고산로 429      | 오금동, 당정동, 당동, 수리동 관할                                 |
| 산본119안전센터 | 산본로432번길 1 | 산본1,2동, 금정동, 궁내동, 광정동(중심상가지역 6단지만 제외) 관할 |
| 송정119안전센터 | 송부로74번길 4  | 둔대동, 속달동, 도마교동, 부곡동 일원                             |
| 119구급대       | 고산로 429      | 군포시 전지역                                                     |

## 같이 보기
- 대한민국 소방청
- 대한민국의 소방
- 소방관 계급